# Stjepan Mesić
Stjepan "Stipe" Mesić, född 24 december 1934 i Orahovica, Kroatien, är en kroatisk jurist och politiker. Mesić var president av dåvarande Jugoslavien 1990–1991, Kroatiens premiärminister 1990 och Kroatiens president 2000–2010.

## Biografi
Stjepan Mesić föddes 1934 i kungariket Jugoslavien, och tog examen i juridik vid universitetet i Zagreb 1961. Mesić var studentledare under sina år på Zagrebs universitet och började sin politiska karriär som parlamentsledamot i den federativa socialistiska republiken Kroatien, då en del av det Socialistiska Jugoslavien. Under den ”kroatiska våren” i början av 1970-talet avtjänade han ett år i fängelse för sin delaktighet i en rörelse som förespråkade jämlikhet mellan de jugoslaviska folken. Redan före Kroatiens självständighet, var Mesić politiskt aktiv, som ledamot av Saborparlamentet, delrepubliken Kroatiens regionala parlament under kommunisttiden.
Under början av 1990-talet gick han med i Kroatiska demokratiska unionen (HDZ) och blev dess partiledare. Han lämnade partiet 1994 för att grunda ett nytt parti, Oberoende kroatiska demokrater (HND) på grund av det förra partiets hållning i frågan om Bosnien och Hercegovina. Tillsammans med en fraktion av partiet, som tidigare varit medlemmar av HDZ, gick han 1997 med i Kroatiska folkpartiet (Hrvatska narodna stranka) där han blev vice partiledare och ordförande för Zagrebavdelningen.
När Kroatien gick till sitt första fria val i maj 1990, valdes Mesić till premiärminister. I augusti samma år blev han Kroatiens representant i regeringen i Jugoslavien, vilket han var till maj 1991. I december sistnämnda år blev han formellt Jugoslaviens president, fastän han tillträtt redan i juni. Han blev därmed socialistrepubliken Jugoslaviens siste president.
Mesić blev det självständiga Kroatiens förste talman i parlamentet 1992, vilket han var fram till 1994, då han lämnade partiet HDZ för HNS.
7 februari 2000 valdes han till efterträdare för Franjo Tuđman som president av Kroatien, och tillträdde den 18 februari. Därefter lämnade han partipolitiken, för att vara president för alla kroatiska medborgare, oavsett partifärg. Han omvaldes 16 januari 2005 och var president fram till den 18 februari 2010 då hans efterträdare Ivo Josipović tog över ämbetet.